# La Damigella di Scalot
La Damigella di Scalot est une novellina italienne du XIIIe siècle, c'est-à-dire une très courte nouvelle, incluse dans la collection Il Novellino : Le ciento novelle antike (Novellino : Les cent contes anciens) en tant que 82e conte,. Elle raconte l'histoire de la mort de la Dame de Scalot par mal d'amour, car elle est amoureuse de Lancelot du Lac, qui ne partage pas cet amour.
Le personnage de la Dame de Scalot est inspiré de la légende arthurienne d'Élaine d'Astolat. Alfred Tennyson, poète britannique de l'époque romantique, a écrit un poème sur le même sujet intitulé « La Dame de Shalott ». C'est une ballade lyrique qui voit l'ajout d'une tapisserie que la Dame tisse devant un miroir magique, et d'une mystérieuse malédiction qui pèse sur elle.

## L'histoire originale extraite deIl Novellino, suivie d'une traduction en français
« 
Come la damigella di Scalot mori, per amore di Lancialotto del Lac

Una figliuola d’un grande varvassore si amò Lancialotto del Lac, oltre misura; ma elli non le voleva donare suo amore, imperciò che elli l’avea donato alla reina Ginevra. Tanto amò costei Lancialotto, ch’ella ne venne alla morte e comandò che, quando sua anima fosse partita dal corpo, che fosse arredata una ricca navicella, coperta d’uno vermiglio sciamito, con un ricco letto ivi entro, con ricche e nobili coverture di seta, ornato di ricche pietre preziose: e fosse il suo corpo messo in questo letto, vestita di suoi più nobili vestimenti e con bella corona in capo, ricca di molto oro e di molte pietre preziose, e con ricca cintura e borsa. Ed in quella borsa avea una lettera, che era dello infrascritto tenore. Ma, in prima, diciamo di ciò, che va innanzi la lettera. La damigella morì di mal d’amore, e fu fatto di lei, ciò che disse. La navicella, sanza vela, e sanza remi e sanza neuno sopra sagliente, fu messa in mare, con la donna. Il mare la guidò a Camalot, e ristette alla riva. Il grido andò per la corte. I cavalieri e baroni dismontaro de’ palazzi, e lo nobile re Artù vi venne, e maravigliavasi forte, ch’era sanza niuna guida. Il Re intrò dentro: vide la damigella e l’arnese. Fe’ aprire la borsa: trovaro quella lettera. Fecela leggere, e dicea così: «A tutti i cavalieri della Tavola ritonda manda salute questa damigella di Scalot, sì come alla miglior gente del mondo. E se voi volete sapere perch’io a mia fine sono venuta, sì è per lo migliore cavaliere del mondo, e per lo più villano; cioè monsignore messer Lancialotto del Lac, che già nol seppi tanto pregare d’amore, ch’elli avesse di me mercede. E così, lassa, sono morta, per ben amare, come voi potete vedere!. »
— Il Novellino. Le ciento novelle antike. Chapitre ⅬⅩⅩⅩⅡ
        
« 
Comment la demoiselle de Scalot mourut, par amour de Lancelot du Lac

La fille d'un grand vavasseur tomba amoureuse de Lancelot du Lac, outre mesure ; mais il refusait de lui donner son amour, puisqu'il l'avait déjà donné à la reine Guenièvre. Elle aimait tellement Lancelot qu'elle en vint à mourir, et elle commanda que, quand son âme aurait quitté son corps, on lui préparât une riche barque, couverte d'un samit vermillon, contenant un riche lit à l'intérieur, avec de riches et nobles couvertures de soie, orné de riches pierres précieuses ; et que son corps fût placé dans ce lit, vêtue de ses plus nobles vêtements et avec une belle couronne sur la tête, enrichie de beaucoup d'or et de pierres précieuses, et qu'on lui mît une riche ceinture et un sac à main. Et dans ce sac, elle avait une lettre, dont on trouvera le contenu ci-après.  

D'abord, disons ceci, qui vient avant la lettre. La demoiselle mourut de mal d'amour, et on fit d'elle ce qu'elle avait dit. La barque, sans voile, sans rames et sans personne d'autre, fut mise à la mer, avec la dame. La mer la guida jusqu'à Camelot, et elle s'arrêta sur la rive. La rumeur [de son arrivée] se répandit à travers la cour. Chevaliers et barons descendirent de leurs palais, et le noble roi Arthur arriva et s'émerveilla de l'absence de pilote [sur la barque]. Le roi monta à bord ; il vit la demoiselle et son accoutrement. Il fit ouvrir le sac et trouva la lettre. Il la fit lire ; elle disait ainsi : « À tous les chevaliers de la Table ronde, les meilleures gens du monde ; la noble demoiselle de Scalot leur souhaite qu'ils se portent bien. Et si vous souhaitez savoir pourquoi j'en suis venue à la mort, [sachez que] c'est [par amour] pour le meilleur chevalier du monde, et le plus cruel ; je nomme messire Lancelot du Lac, que je ne sus point assez prier de m'accorder son amour pour qu'il eût pitié de moi. Et ainsi, lasse, je suis morte pour avoir bien aimé, comme vous pouvez le voir »